# Barnāj
Barnāj (persiska: برناج) är en ort i Iran.   Den ligger i provinsen Kermanshah, i den nordvästra delen av landet, 400 km väster om huvudstaden Teheran. Barnāj ligger 1 317 meter över havet och antalet invånare är 932.
Terrängen runt Barnāj är bergig åt nordväst, men åt sydost är den kuperad. Barnāj ligger nere i en dal. Runt Barnāj är det ganska tätbefolkat, med 60 invånare per kvadratkilometer. Närmaste större samhälle är Bīsotūn, 10,1 km söder om Barnāj. Trakten runt Barnāj består till största delen av jordbruksmark.